# Palestine Exploration Fund

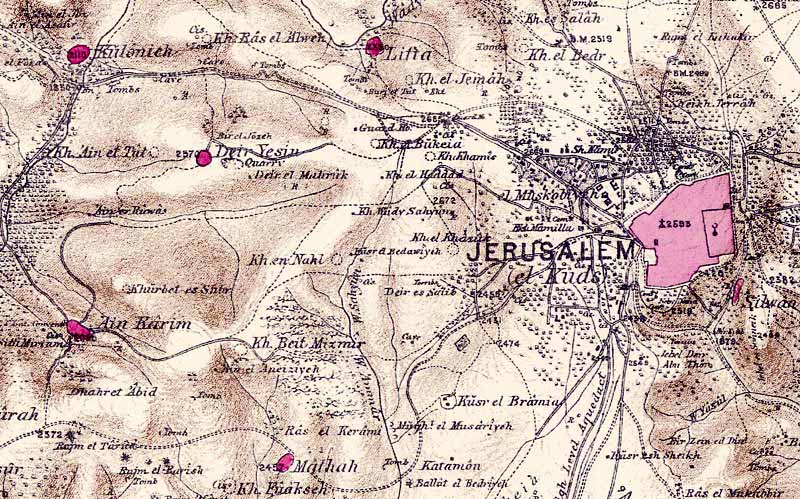
Karte des Gebiets um Jerusalem; 1880 herausgegeben durch den Palestine Exploration Fund

Der Palestine Exploration Fund ist eine wissenschaftliche Organisation zur Erforschung der Levante mit Sitz in London.
Der Palestine Exploration Fund (PEF) wurde 1865 von britischen Bibel-Archäologen (u. a. George Grove) gegründet. Der Zweck des PEF ist es die Erforschung der Archäologie, Geschichte, Kultur, Topographie und Geologie Palästinas und der gesamten Levante zu fördern. Im Auftrag des PEF wurden ab 1867 kartografische und archäologische Expedition nach Palästina durchgeführt. Im Auftrag des Funds reisten deshalb Horatio Herbert Kitchener, Charles Warren, Charles William Wilson, Leonard Woolley, William Flinders Petrie, Edward Henry Palmer, Claude Reignier Conder und T. E. Lawrence in den Nahen Osten. Der Palestine Exploration Fund war so maßgeblich an der Erforschung dieses Gebietes beteiligt. Die durch den späteren Kriegsminister Kitchener gesammelten Daten zur Topographie sowie zur lokalen Flora und Fauna des Landes wurden in den Werken The Survey of Western Palestine sowie The Survey of Eastern Palestine veröffentlicht.
Expeditionen:
- Jerusalem (1867–1870) durch Charles Warren und Sergeant Henry Birtles
- Western Palestine (1871–1878) durch Claude R. Conder und Horatio H. Kitchener
- Tell el-Hesi (1890–1893) unter Sir William Flinders Petrie und Frederick J. Bliss
- Zin Archaeological Survey (1913–1914) durch Sir Leonard Woolley und Lawrence von Arabien

In den Anfangsjahren wurden vor allem Offiziere der British Army mit der Durchführung der Expeditionen beauftragt. Die Expedition von 1913, in den nördlichen Sinai, diente auch der Informationsgewinnung des britischen Geheimdienstes vor dem Ersten Weltkrieg. Im Januar 1914 schloss sich Lawrence von Arabien dieser Expedition an. 
Heute werden regelmäßig Publikationen über die kartografische und archäologische Erforschung des Gebietes herausgegeben. Drei Mal im Jahr erscheint das Palestine Exploration Quarterly.

## Publikationen
- Our work in Palestine; being an account of the different expeditions sent out to the Holy Land by the Committee of the Palestine Exploration Fund since the establishment of the Fund in 1865. Adam Stevenson and Co., Toronto 1873 Archive
- Trelawney Saunders: An Introduction to the Survey of Western Palestine: Its Waterways, Plains & Highlands. London 1881 Archive
- Edward Henry Palmer: The Survey of Western Palestine. Arabic and English Name Lists Collected During the Survey by Lieutenants Conder and Kitchener, R.E., London 1881 Archive
- Claude Reignier Conder & Horatio Herbert Kitchener: The Survey of Western Palestine. Memoirs of the Topography, Orography, Hydrography, and Archaeology. Volume I, Galilee, London 1881 Archive
- Claude Reignier Conder & Horatio Herbert Kitchener: The Survey of Western Palestine. Memoirs of the Topography, Orography, Hydrography, and Archaeology. Volume II, Samaria, London 1882 Archive
- Claude Reignier Conder & Horatio Herbert Kitchener: The Survey of Western Palestine. Memoirs of the Topography, Orography, Hydrography, and Archaeology. Volume III, Judaea, London 1883 Archive
- Charles Warren & Claude Reignier Conder: The Survey of Western Palestine. Jerusalem. London 1884 Archive
- Henry Baker Tristram: The Survey of Western Palestine. The Fauna and Flora of Palestine. London 1885 Archive
- Edward Hull: The Survey of Western Palestine. Memoir on the Physical Geology and Geography of Arabia Petraea, Palestine, and Adjoining Districts. London 1886 Archive
- Henry C. Stewardson: The Survey of Western Palestine. A General Index to 1. The Memoirs, Vols. I.-III.; 2. The Special Papers; 3. The Jerusalem Volume; 4. The Flora and Fauna of Palestine; 5. The Geological Survey; and to The Arabic and English Name Lists. 1888 Google Books
- Claude Reignier Conder: The Survey of Eastern Palestine. Memoirs of the Topography, Orography, Hydrography, Archaeology, etc., Volume I, The 'Adwân Country, London 1889 Archive
- Palestine Exploration Fund. Twenty-one years' work in the Holy Land: (a record and a summary), June 22, 1865 - June 22, 1886. Alexander P. Watt, London 1889 Archive